# Frank van Hattum
Frank van Hattum est un footballeur puis dirigeant sportif néo-zélandais né le 17 novembre 1958 à New Plymouth. Il évolue au poste de gardien de but de la fin des années 1970 au début des années 1990.
Il commence sa carrière au Manurewa AFC avec qui il remporte la Coupe de Nouvelle-Zélande en 1978 puis évolue notamment à Auckland University AFC. Sélectionné à 28 reprises en équipe nationale, il dispute avec celle-ci la Coupe du monde 1982.
Il est depuis 2008, président de la Fédération de Nouvelle-Zélande de football.

## Carrière
- 1976-1982 : Manurewa AFC
- 1983 : Christchurch United
- 1984 : Papatoetoe AFC
- 1985-1986 : Université d'Auckland  Nouvelle-Zélande
- 1987-1989 : Manurewa AFC

## Palmarès
- Vainqueur de la Coupe de Nouvelle-Zélande (Chatham Cup) en 1978

## Sélections
- 28 sélections avec l'équipe de Nouvelle-Zélande de 1980 à 1986.